# 巴尔武尼亚莱斯
巴尔武尼亚莱斯，是西班牙阿拉贡自治区韦斯卡省的一个市镇。总面积19平方公里，总人口114人（2001年），人口密度6人/平方公里。